# Thyellocerus fulgidipennis
Thyellocerus fulgidipennis là một loài bọ cánh cứng trong họ Cerambycidae.